# 眼鏡熊
眼镜熊（学名：Tremarctos ornatus），也叫安第斯熊，是南美洲特产的一种熊科动物，当地人称为“朱库马利”（艾马拉语）。它是南美唯一的一种熊，也是最后一种短脸熊（这种面部结构被认为主要食肉，不过现在眼镜熊偏好草食）。

## 形态

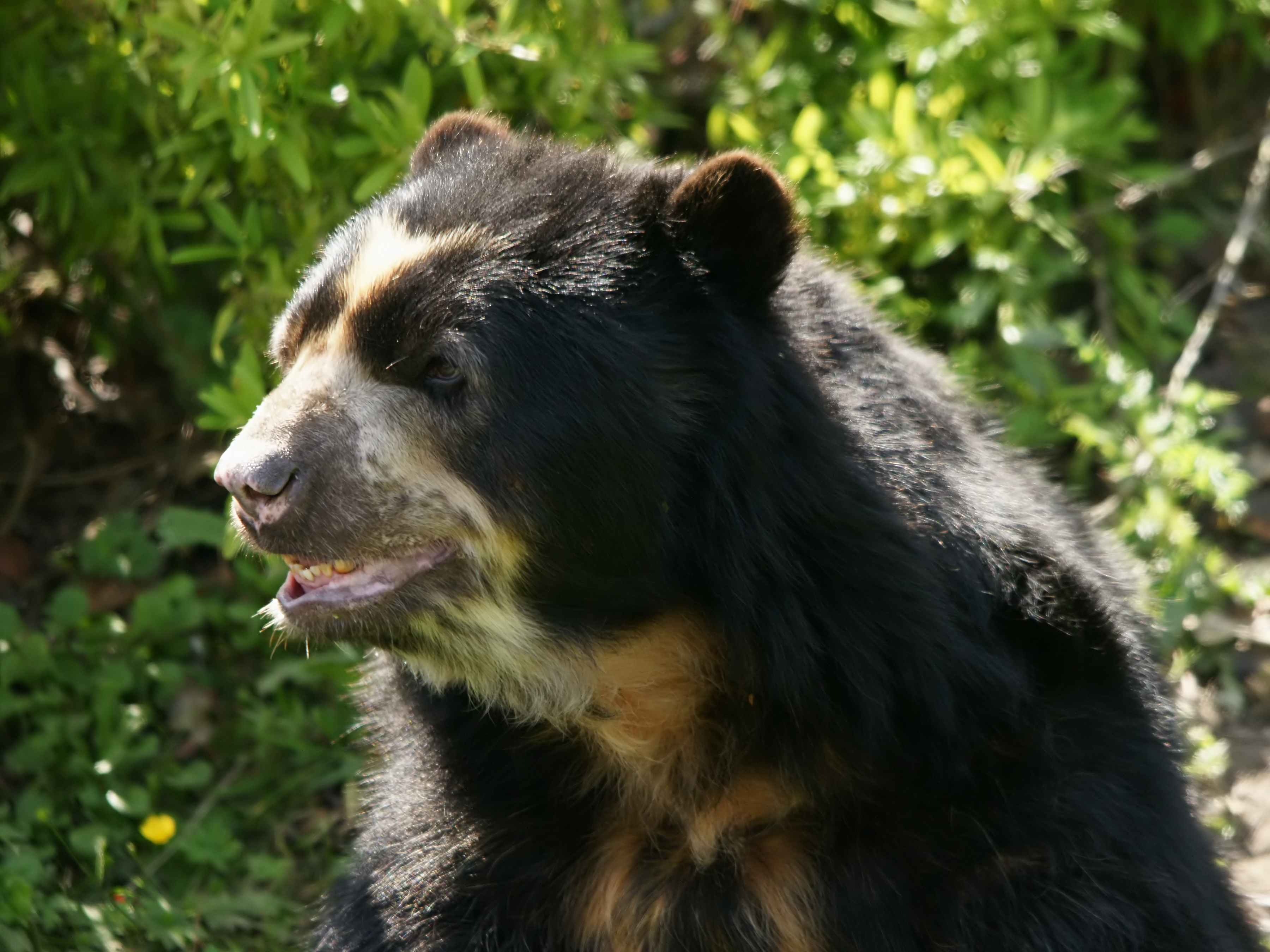
头部

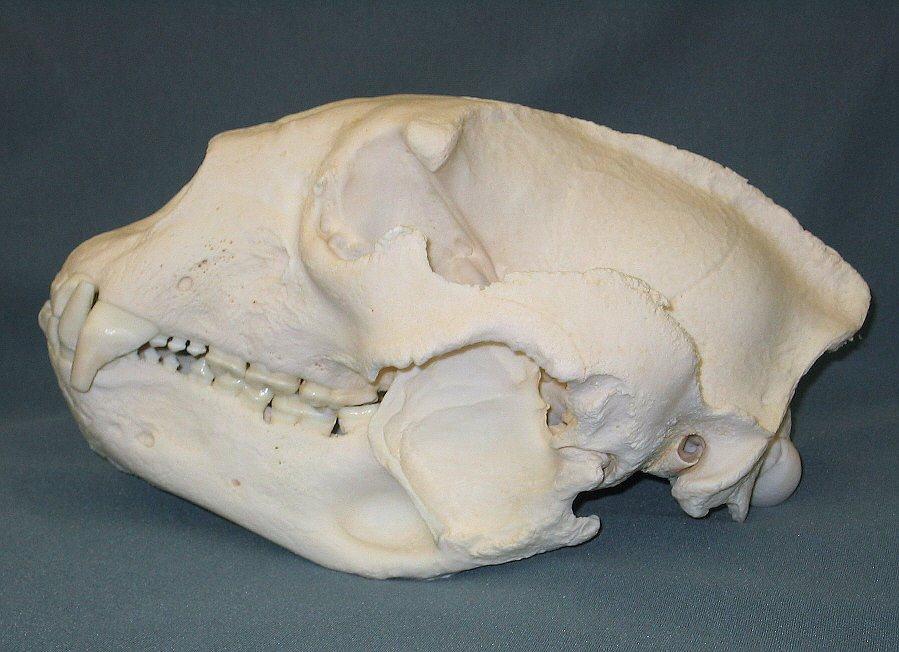
头骨

眼镜熊具有黑色的体毛，脸部和前胸部为白色。眼睛周围有一对像眼镜一样的白圈，故而被称为眼镜熊，每隻眼鏡熊的白色花紋都不大一樣，且不一定左右對稱，有的白色範圍很大，從眼睛周圍延伸到喉部與胸口，有些個體則範圍很小或不明顯。眼镜熊是中型熊。雄性的尺寸比雌性大三倍，体重是雌性两倍。雄性眼镜熊一般最重可达130公斤，一般100至200（220至440磅）；雌性较轻，为35至82（77至181磅）左右。头部和身体长度120—200（47—79英寸），成年雄性不小于150（59英寸）。尾巴大约7厘米长，肩高60—90（24—35英寸）。

## 分布

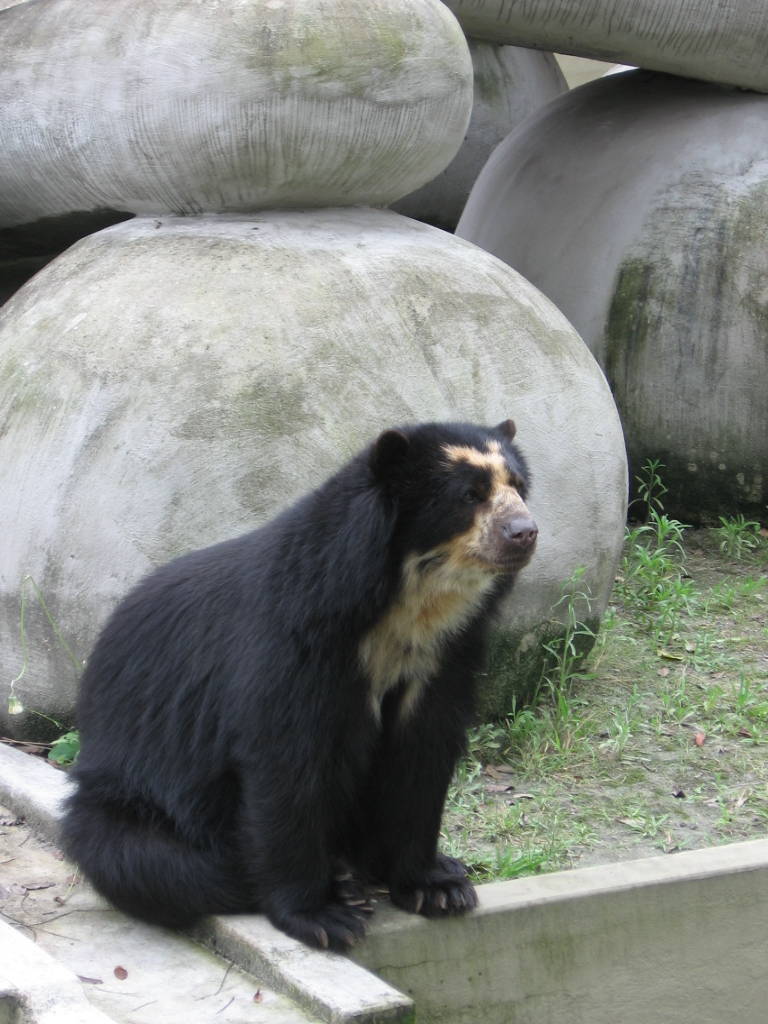
眼鏡熊，里約動物園，巴西

眼镜熊大多局限于南美洲北部和西部的某些地区，少量生存在巴拿马东部。 它们的范围包括委内瑞拉西部，哥伦比亚，厄瓜多尔，秘鲁，玻利维亚西部和阿根廷。该物种几乎完全居住在安第斯山脉。近500年，眼镜熊分布在各种地形，牠在各种各样的栖息地和高度的整个范围内发现，包括雨林，高海拔草原，干燥森林和灌丛沙漠。眼镜熊的最佳栖息地是很潮湿的山地森林（500〜1000米海拔）。多雨的森林有更多的食物种类有可以支持熊的生活。他们偶尔会出现在高度低至250米（820英尺）的地方，但通常在海拔1900米（6,200英尺）都很难见到其踪迹。他们的活动海拔最高可超过5000米（16000英尺）。

## 行为和饮食

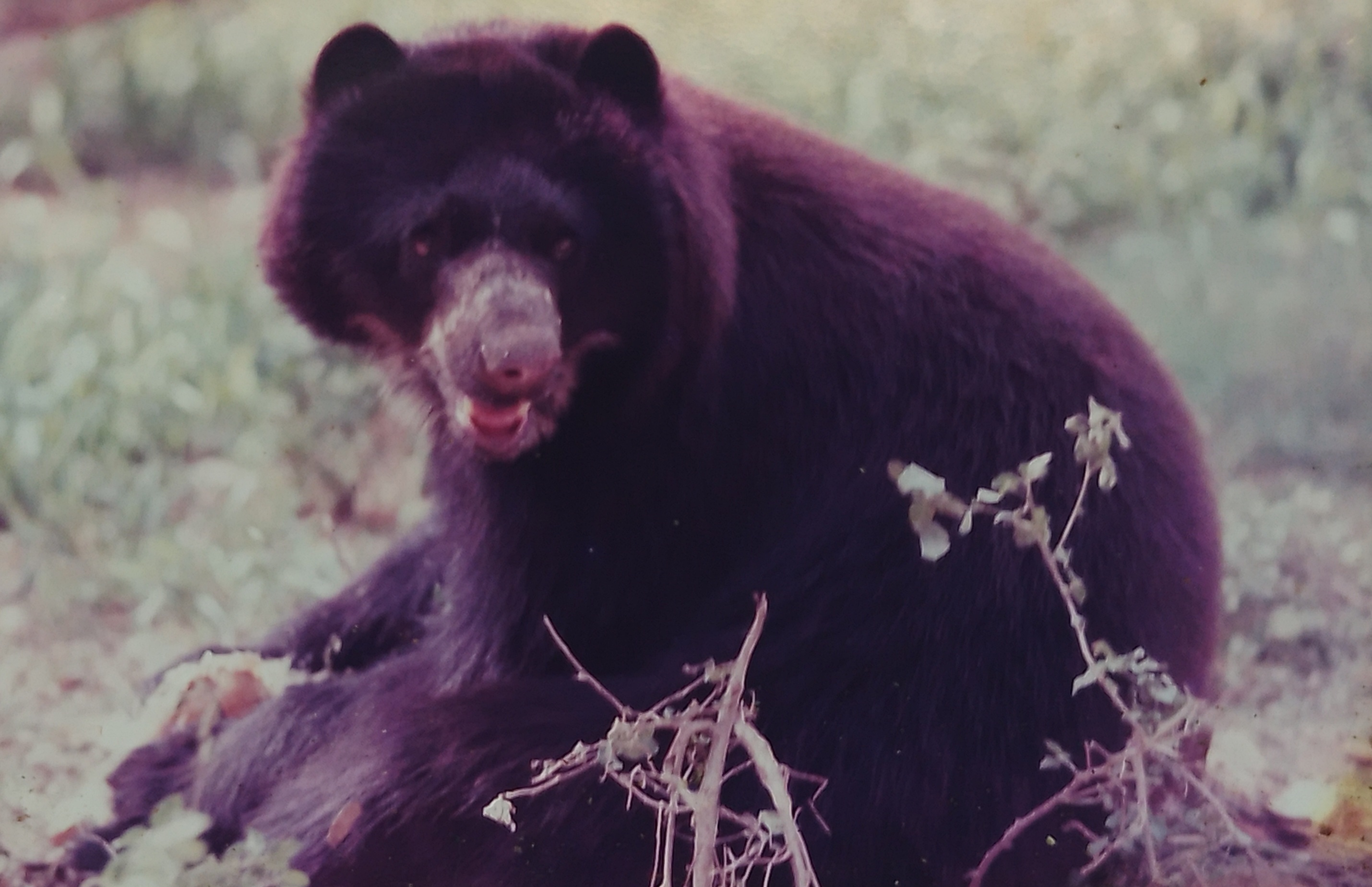
委内瑞拉巴拉瓜纳动物园的眼镜熊

生活习性最接近与佛罗里达眼镜熊和巨型短面熊（中更新世到晚更新世时代）。眼镜熊是种习惯半树栖性的熊类動物，在安第斯云雾林眼镜熊既可以在白天和夜间活跃，但在秘鲁沙漠发现它们在植被下面睡觉。 一旦在树上，他们可能会经常搭建一个平台，也许在隐蔽援助，以及在休息和储存食物。眼镜熊是独居动物，是为了避免竞争，而不是为了“领土意识”（因为在食物丰富的地区有发现群居）。
性情温顺，除非母熊认为幼崽有危险。幼崽唯一天敌是美洲虎，所以眼镜熊的居住地大多不与美洲虎重叠。只有一个报道记录一个人被眼镜熊杀死。眼镜熊活的最长时间是在华盛顿的国家动物园达到36年八个月的生命，野外的大多不超过20年。
眼镜熊比大多数其他的熊更草食性，一般约5〜7％的饮食是肉。最常见的食物包括仙人掌，凤梨科植物，森林地面的水果，以及未开封的棕榈树叶（他们还将剥开树皮吃有营养的第二层）这大部分植物都是非常艰难的打开或消化的，是少数几个在其区域内食用这些植物的物种。
在分类学上，眼镜熊是与大熊猫亲缘关系最近的现存熊科动物。 眼镜熊拥有最大的颧骨下颌肌肉，相对于它的自身尺寸，稍微超越大熊猫的形态。 并非巧合的是，这两个物种是已知的大量消耗坚韧的，纤维性的植物。 但这些熊可以捕食成年鹿，美洲驼（大羊驼）和牛，以及兔子，老鼠，在地面筑巢的鸟。在当地，他们有时被指控杀害牛等牲畜和破坏玉米田。因此有时候有些农民会有意或无意地杀死他们。

## 交配
眼鏡熊几乎在一年中的任何时间都可交配，但通常高峰在四月和六月，对应在雨季开始，水果成熟的高峰期。交配对在一起生活一到两周，在此期间，它们将交配多次。出生通常发生在旱季，十二月至二月。
怀孕期是5.5至8.5个月。可能有一到三胎幼崽出生，四胎是罕见的，平均水平是两隻。幼仔在出生时会闭上眼睛，体重约300至330克。然这一物种生产通常发生在一个小地方，母亲会一直等待直到幼崽可以看见东西以及走路。大概在7、8岁的时候开始生育。
在当地是一级保护动物，不同国家都做出了保护措施。